# Перший поверх
«Перший поверх» (рос. Первый этаж) — український ігровий фільм 1990 року режисера Ігора Мінаєва, створений на «Одеській кіностудії». Картина була включена в офіційну програму «Двотижневика режисерів» Каннського кінофестивалю у 1990 році.
Займає 46-48-у позицію у списку 100 найкращих фільмів в історії українського кіно.

## Синопсис
У стрічці йдеться про трагічне кохання перукарки Наді та молодшого за неї Сергія, вісімнадцятирічного хлопця. Людина, кохання, смерть, свобода, ось про які спостереження за життям мешканців нижніх поверхів суспільства йдеться у фільмі.

## У ролях
| Актор                 | Роль                                                           |
| --------------------- | -------------------------------------------------------------- |
| Євгенія Добровольська | Надя (Приз за найкращу жіночу роль на фестивалі «Золотий Дюк») |
| Максим Кисельов       | Сергій Кузнєцов                                                |
| Микола Токар          | дядько Коля, сусід Наді                                        |
| Світлана Крючкова     | Тамара Михайлівна, мати Сергія                                 |
| Людмила Давидова      | Тетяна Василівна, завідувачка перукарні                        |
| Олександр Берда       | Васильєв, міліціонер                                           |
| Олександр Клемантович | Сашко                                                          |
| Валентина Касьянова   | демонстрантка                                                  |
| Ірина Краюхіна        | епізодична роль                                                |
| Олексій Оленніков     | епізодична роль                                                |
| Кирило Алексєєв       | епізодична роль                                                |

## Творча група
- Автор сценарію: Ольга Михайлова
- Режисер-постановник: Ігор Мінаєв
- Оператори-постановники: Володимир Панков, Віталій Соколов-Александров
- Художник-постановник: Анатолій Наумов
- Композитор: Анатолій Дергачов
- Звукооператори: Ігор Рябінін, Діна Ясникова
- Режисер: Надія Безсокирна
- Оператор: В. Брегеда
- Режисер монтажу: П. Рудих
- Художник по костюмах: Галина Уварова
- Художник по гриму: Людмила Друмирецька
- Декоратор: Н. Стельмах
- Редактор: Людмила Демченко
- Музичний редактор: Олена Вітухіна
- Директори картини: Леонід Константініді, Ольга Костіна